# ツチヤカレン
ツチヤカレン（1999年12月24日 - ）は、埼玉県さいたま市出身のシンガーソングライター、ドラマー。高校時代にバンドのドラマーとして音楽活動を始め、2021年にシンガーソングライターとしての活動を本格的にスタート。

## 来歴
高校時代にバンドのドラマーとして音楽活動に目覚める。アパレルのモデルや、サポートドラマーとして活動も行っている。
2020年からオリジナルの曲を書き始め、2021年にシンガーソングライターとしての活動を開始する。
2021年6月に「エンドロールロール」を配信リリース。
同年7月より、テレビ神奈川「関内デビル」で「カレンちゃんとシンゲンくん」のコーナーに週1回のレギュラーとして出演。
2022年に自主レーベル「晴天音盤 Harenohi Record」を立ち上げる。プロデューサーにsugarbeansを迎え、2月に「純情通り」、4月に「ハミングバード」の2曲を配信リリース。
同年、6月にはプロデューサーにクラムボンのミトを迎え「ライフ」を配信リリース。8月には、ツチヤ自身も好きなバンドのsleepy.abがアレンジを担当した「夏の香り」を配信リリース。
2023年5月31日、メジャー・デビュー・デジタルシングル「オキナワ」をインペリアル・レコードより発売。

## 作品

### 配信シングル
| #  | 配信日        | タイトル                | 作詞          | 作曲                     | 編曲                  | 備考                                                                                              |
| -- | ------------- | ----------------------- | ------------- | ------------------------ | --------------------- | ------------------------------------------------------------------------------------------------- |
| 1  | 2021年6月1日  | エンドロールロール      | 赤坂シュウジ℃ | 赤坂シュウジ℃            | 赤坂シュウジ℃         |                                                                                                   |
| 2  | 2021年8月1日  | 優しさ                  | ツチヤカレン  | ツチヤカレン             | 阿部雅宏              | MV                                                                                                |
| 3  | 2022年2月19日 | 純情通り                | ツチヤカレン  | ツチヤカレン             | sugarbeans            | MV                                                                                                |
| 4  | 2022年4月27日 | ハミングバード          | ツチヤカレン  | ツチヤカレン             | sugarbeans            | MV                                                                                                |
| 5  | 2022年6月22日 | ライフ                  | ツチヤカレン  | ツチヤカレン             | ミト（クラムボン）    | MV ミトが、歌詞のディレクションも担当。                                                           |
| 6  | 2022年8月31日 | 夏の香り                | ツチヤカレン  | ツチヤカレン             | sleepy.ab             | Lyric Video                                                                                       |
| 7  | 2023年5月31日 | オキナワ                | 石原寧恩      | 石原寧恩                 | TARO MIZOTE           | MV メジャー・デビューシングル                                                                     |
| 8  | 2023年7月5日  | メーデー                | ツチヤカレン  | ツチヤカレン             | 松岡モトキ            |                                                                                                   |
| 9  | 2023年9月6日  | 活字アレルギー          | ツチヤカレン  | ツチヤカレン             | 松岡モトキ            | MV                                                                                                |
| 10 | 2023年11月8日 | never be lonely         | ツチヤカレン  | ツチヤカレン             | 松岡モトキ            |                                                                                                   |
| 11 | 2024年1月10日 | 尺繋ぎボーイフレンド    | ツチヤカレン  | ツチヤカレン             | 松岡モトキ きなみうみ | MV 1stデジタルフルアルバム『HORN CREAM』からの先行配信シングル。                                  |
| 12 | 2024年6月26日 | メモリーレイン          | ツチヤカレン  | ツチヤカレン、遠藤ナオキ | 遠藤ナオキ            | MV テレ玉『LIONS CHANNEL』エンディングテーマ テレ玉『ライオンズアワー』2024年度エンディングテーマ |
| 13 | 2024年8月7日  | ノーサイドガール        | ツチヤカレン  | ツチヤカレン             | 遠藤ナオキ            |                                                                                                   |
| 14 | 2024年9月4日  | I haven't given up yet. | ツチヤカレン  | ツチヤカレン             | 遠藤ナオキ            |                                                                                                   |
| 15 | 2024年11月6日 | ガールズトーク          | ツチヤカレン  | ツチヤカレン             | 遠藤ナオキ            | MV                                                                                                |
| 16 | 2025年1月15日 | 普通の恋                | ツチヤカレン  | ツチヤカレン             | 遠藤ナオキ            |                                                                                                   |
| 17 | 2025年7月9日  | 残響ラプソディ          | ツチヤカレン  | ツチヤカレン             | 遠藤ナオキ            | Lyric Video                                                                                       |

### アルバム
|     | 発売日        | タイトル   | 収録曲 | 備考        |
| --- | ------------- | ---------- | --- | ----------- |
| 1st | 2024年2月14日 | HORN CREAM | 1. never be lonely 2. 堕落もhold me tight 3. 活字アレルギー 4. マボロシブルー 5. 尺繋ぎボーイフレンド 6. メーデー 7. 水晶 8. ナイトハイウェイに乗って 9. よるなだけ 10. 一生人生 11. オキナワ | MV 配信限定 |

## ライブ・イベント

### ワンマンライブ
| 日程          | タイトル                                                                                             | 会場               | 備考                                       |
| ------------- | --- | ------------------ | ------------------------------------------ |
| 2024年5月31日 | ツチヤカレン 1st one-man show 『なんもせずにメジャー1年迎えちゃったのでとりあえずワンマンやります!』 | 東京・LOFT HEAVEN  | ゲスト：仲道良、エドケン、へくぼき、吉澤響 |
| 2023年2月15日 | ツチヤカレン2nd ワンマンショー                                                                       | 埼玉・西川口Hearts | ゲスト：仲道良、エドケン、へくぼき、吉澤響 |

## メディア出演
- 関内デビル（テレビ神奈川、2021年7月2日 - ）- 毎週水曜日「カレンちゃんとシンゲンくん」
- 情報番組 マチコミ（テレビ埼玉、2023年6月6日、「オトコミ」コーナーゲスト）[31][32][33]
- 音楽バラエティ ドレスキーとコレスキー（テレ玉、2024年2月10日、2月17日 両日共ゲスト出演）

### 動画
1. ↑   「優しさ」ツチヤカレン, (2021年7月2日) 2022年11月30日閲覧。
2. ↑   ツチヤカレン「純情通り」MV, (2022年2月19日) 2022年11月30日閲覧。
3. ↑   ツチヤカレン「ハミングバード」MV, (2022年4月27日) 2022年11月30日閲覧。
4. ↑   ツチヤカレン「ライフ」MV, (2022年6月22日) 2022年11月30日閲覧。
5. ↑   ツチヤカレン「夏の香り」Lyric Video, (2022年8月31日) 2022年11月30日閲覧。
6. ↑   ツチヤカレン「オキナワ」MV, (2023年6月7日) 2025年3月22日閲覧。
7. ↑   ツチヤカレン「活字アレルギー」MV, (2023年9月8日) 2025年3月22日閲覧。
8. ↑   ツチヤカレン「尺繋ぎボーイフレンド」MV, (2024年1月10日) 2024年1月14日閲覧。
9. ↑   ツチヤカレン「メモリーレイン」MV, (2024年7月5日) 2024年7月6日閲覧。
10. ↑   「ガールズトーク」ツチヤカレン, (2024年11月8日) 2024年12月27日閲覧。
11. ↑   ツチヤカレン「残響ラプソディ」Lyric Video, (2025年7月9日) 2025年7月15日閲覧。
12. ↑   「堕落もhold me tight」ツチヤカレン, (2024年2月16日) 2024年12月27日閲覧。
13. ↑   「一生人生」ツチヤカレン, (2024年4月12日) 2024年12月27日閲覧。